# Arctostaphylos pumila
Arctostaphylos pumila är en ljungväxtart som beskrevs av Thomas Nuttall. Arctostaphylos pumila ingår i släktet mjölonsläktet, och familjen ljungväxter. Inga underarter finns listade i Catalogue of Life.

## Bildgalleri

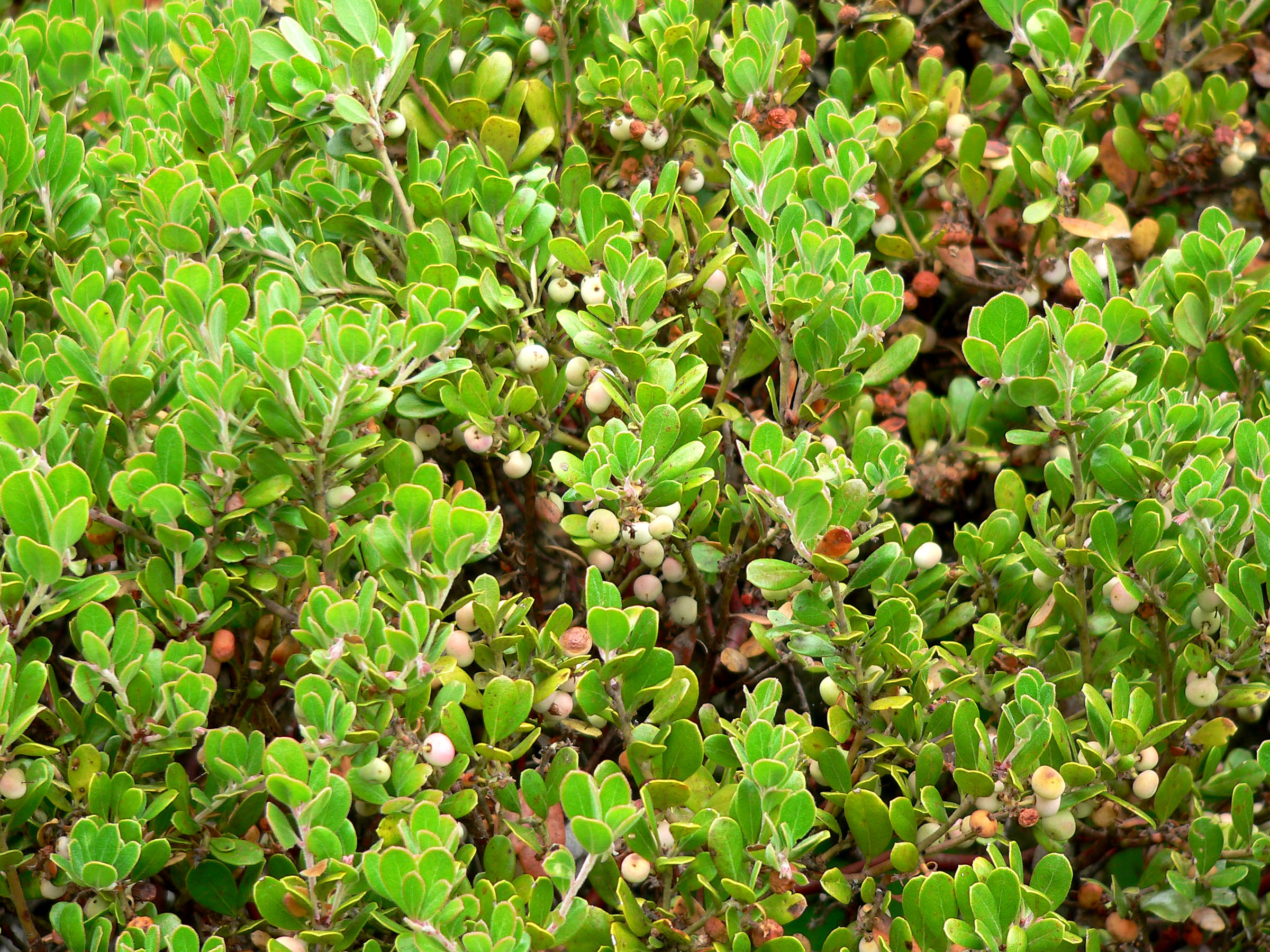
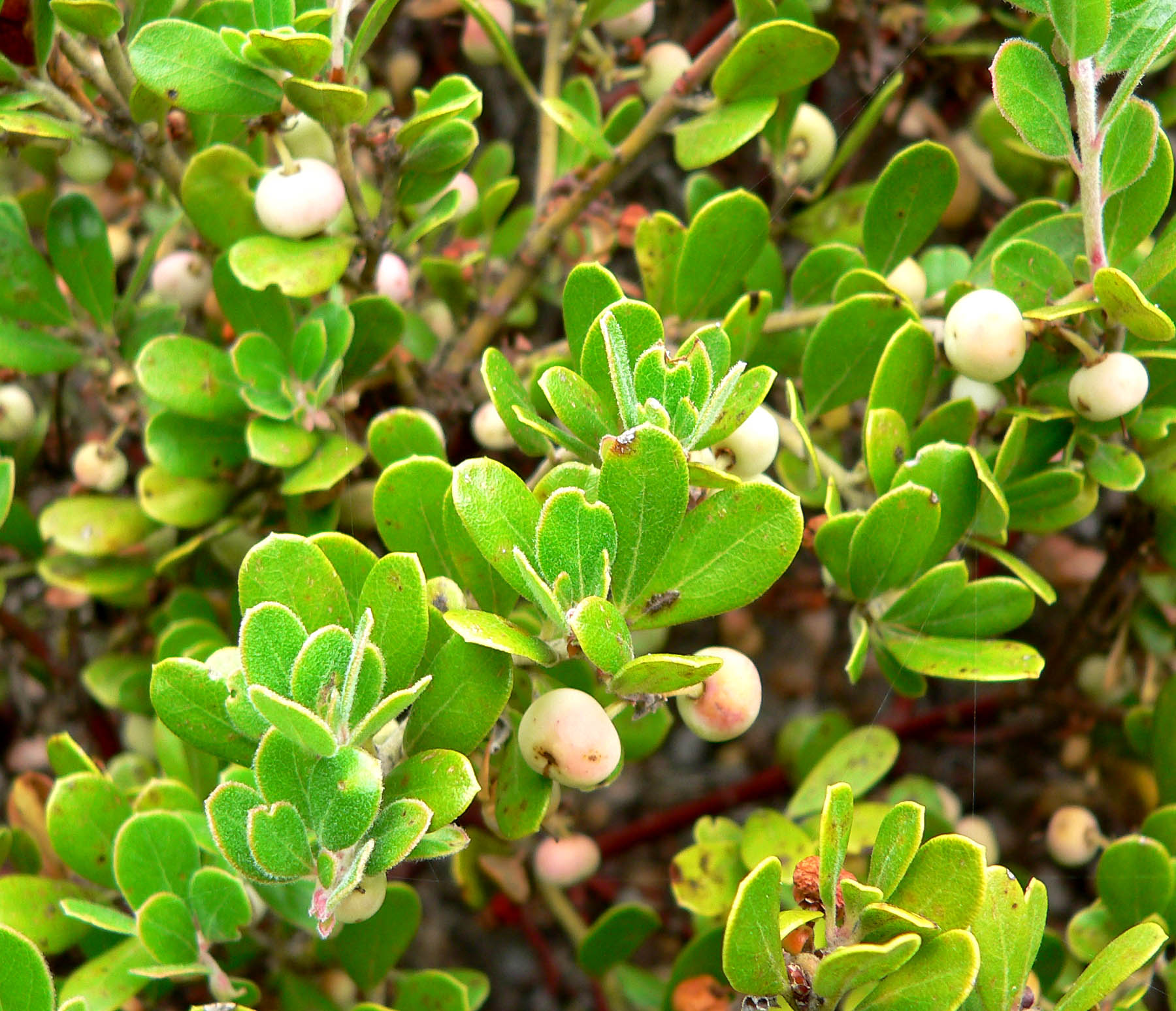